# Belocephalus micanopy
Belocephalus micanopy é uma espécie de insecto da família Tettigoniidae.
É endémica dos Estados Unidos da América.